# Vy Tåg

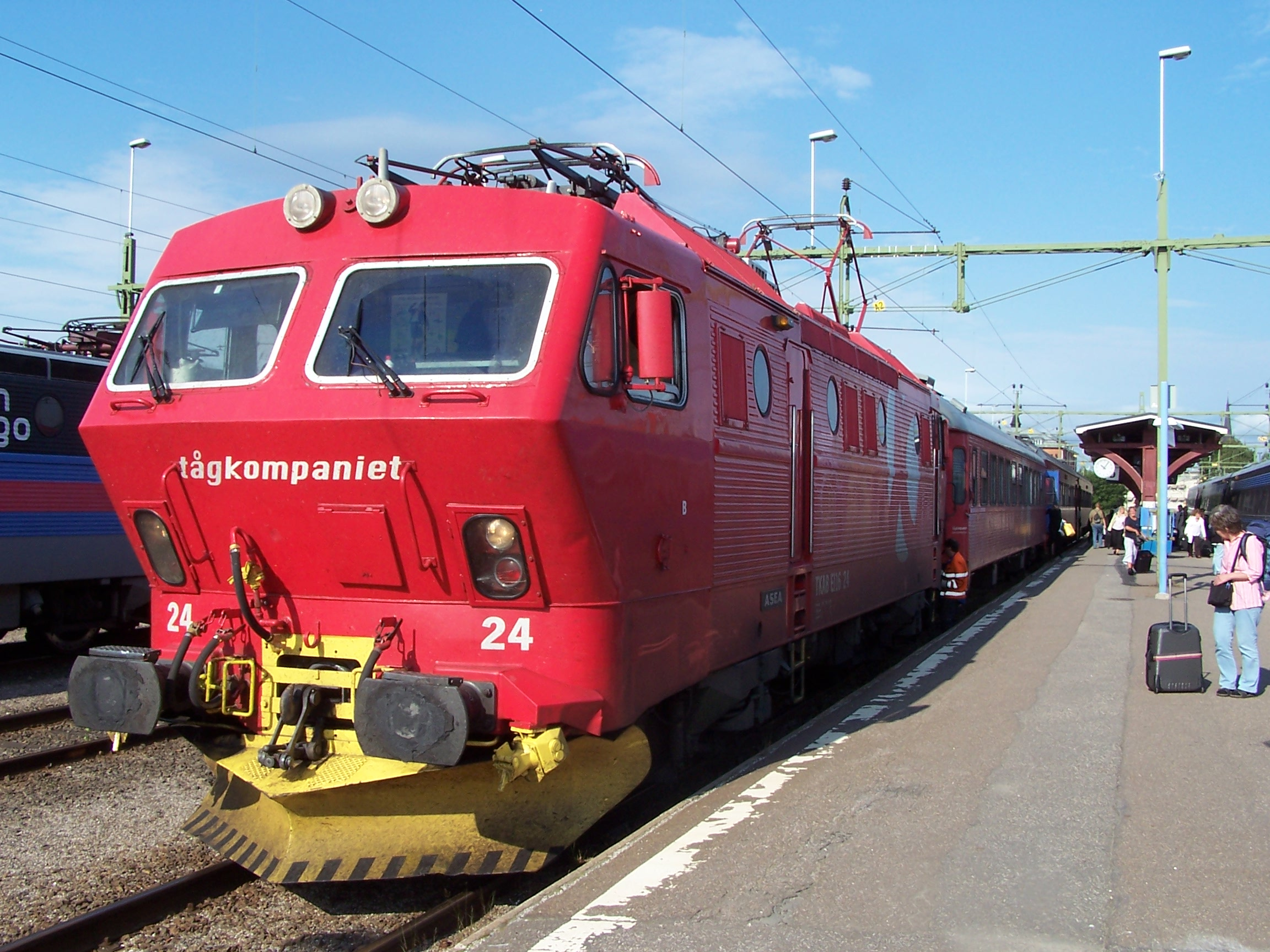
Lokomotiva El16 ve službách Svenska Tågkompaniet

Vy Tåg AB, dříve Svenska Tågkompaniet AB, (VKM: TKAB) je švédský železniční dopravce, který provozuje osobní dopravu na několika švédských tratích formou frančíz.

## Historie
Firma byla založena v roce 1999 třemi bývalými zaměstnanci státních železnic Statens Järnvägar a investiční společností Småföretagsinvest/Fylkinvest. V roce 2005 koupily norské železnice Norges Statsbaner podíl 34 % akcií firmy, který k 31. říjnu 2006 navýšily na 85 %.
V souvislosti se změnou názvu norského vlastníka na Vygruppen AS došlo k 24. dubnu 2019 k přejmenování společnosti na Vy Tåg AB.